# Шнаруп-Тумби
Шнаруп-Тумби (њем. Schnarup-Thumby) општина је у њемачкој савезној држави Шлезвиг-Холштајн. Једно је од 134 општинска средишта округа Шлезвиг-Фленсбург. Према процјени из 2010. у општини је живјело 593 становника. Посједује регионалну шифру (AGS) 1059076.

## Географски и демографски подаци
Шнаруп-Тумби се налази у савезној држави Шлезвиг-Холштајн у округу Шлезвиг-Фленсбург. Општина се налази на надморској висини од 31 метра. Површина општине износи 10,7 km². У самом мјесту је, према процјени из 2010. године, живјело 593 становника. Просјечна густина становништва износи 55 становника/km².